# Uli Zeller
Uli Zeller (* 1976) ist ein deutscher evangelischer Theologe, Journalist, Autor, Seelsorger und Krankenpfleger.

## Leben und Wirken
Zeller absolvierte nach seinem Zivildienst 1996/97 in der Altenpflege in Singen (Hohentwiel) eine Ausbildung zum Krankenpfleger. Von 2000 bis 2001 arbeitete er als Krankenpfleger im Heim für Holocaust-Überlebende „Beth Elieser Zedakah“ in Ma’alot, Israel. Bis 2002 war er beim Kreiskrankenhaus Donaueschingen und danach bis 2004 beim „Psychiatriezentrum Breitenau“ in Schaffhausen, Schweiz, beschäftigt. Ab 2006 war er Krankenpfleger im Alterswohnheim in Thayngen, Schweiz und wechselte 2008 als Pflegefachkraft ins Emil-Sräga-Haus der Arbeiterwohlfahrt (AWO) in Singen am Hohentwiel, wo er inzwischen noch als Seelsorger und Betreuer arbeitet.
Zwischen 2001 und 2004 besuchte er berufsbegleitend die IFS – Schule des Schreibens an der „Axel Andersson Akademie“ (heute: Hamburger Akademie für Fernstudien). 2004 folgte ein Studium für Evangelische Theologie am Theologischen Seminar St. Chrischona in Kooperation mit der Middlesex University, London, das er 2008 mit dem Bachelor of Theology abschloss. Von 2011 bis 2014 absolvierte er am Theologischen Seminar Adelshofen in Kooperation mit der University of South Africa (Unisa) ein Akademisches Aufbaustudium zum Master of Theology. Seine Masterarbeit in Praktischer Theologie schrieb er über das Thema „Demenz und Seelsorge“. Von 2015 bis 2020 war er Autor der Kolumne „Uli & die Demenz“. Als Journalist schreibt er für Zeitungen und Zeitschriften über lokale und soziale Themen mit dem Schwerpunkt Demenz, so auch für den Südkurier und das Fachmagazin „pflegen:Demenz“. Er gilt als Experte im Umgang mit dementen Menschen.

## Veröffentlichungen (Auswahl)
- Demenz & Bibel: Seelsorge im Altenheim; wie kann man Menschen mit Demenz das Evangelium erklären? (Master-Arbeit), AVMpress, München 2014, ISBN 978-3-86924-600-0.
- Frau Krause macht Pause: Andachten zum Vorlesen für Menschen mit Demenz, Brunnen Verlag (Gießen) 2015, ISBN 978-3-7655-4260-2.
- Menschen mit Demenz begleiten, ohne sich zu überfordern: ein Ratgeber für Angehörige, Brunnen-Verlag, Gießen 2016, ISBN 978-3-7655-2062-4.
- Ich geh nach hause. 111 Tipps zum Umgang mit Menschen mit Demenz. Kleine Helfer für die Altenpflege, Verlag an der Ruhr, Mülheim 2018, ISBN 978-3-8346-4043-7.
- Frau Janzen geht tanzen: fröhliche Geschichten zum Vorlesen (für Menschen mit Demenz), Brunnen-Verlag, Gießen 2016, ISBN 978-3-7655-4290-9.
- Frau Franke sagt danke: Mutmachgeschichten zum Vorlesen (für Menschen mit Demenz), Brunnen-Verlag, Gießen 2017, ISBN 978-3-7655-4306-7.
- Frau Lehmann und der Schneemann. Winter- und Weihnachtsgeschichten zum Mitmachen (für Menschen mit Demenz), Brunnen-Verlag, Gießen 2018, ISBN 978-3-7655-4338-8.
- Lachen ist die beste Medizin. Humorvolle Geschichten zum Vorlesen bei Demenz, Reinhardt-Verlag, München 2018, ISBN 978-3-497-02799-6.
- Unsere 50er-Jahre. Heitere Vorlesegeschichten für Senioren. So war`s. Zeitzeugen erinnern sich, Schlütersche Verlagsgesellschaft, Hannover 2018, ISBN 978-3-89993-988-0.
- Frau Schmitt fährt mit. Fröhliche Geschichten zum Vorlesen und Erinnern (für Menschen mit Demenz), Brunnen-Verlag, Gießen 2019, ISBN 978-3-7655-4349-4.
- Ich geh nach Hause! 111 Tipps zum Umgang mit Menschen mit Demenz, Verlag an der Ruhr, Mülheim an der Ruhr 2019, ISBN 978-3-8346-4043-7.
- Gisela, wollen Sie mich heiraten? 111 Tipps für mehr Humor und Leichtigkeit in der Altenpflege, Verlag an der Ruhr, Mülheim an der Ruhr 2021, ISBN 978-3-8346-4758-0.
- Ein Geschenk zum Geburtstag. Kurze Geschichten zum Vorlesen bei Demenz, Reinhardt-Verlag, München 2021, ISBN 978-3-497-03016-3.